# Brie-sous-Barbezieux
Brie-sous-Barbezieux è un comune francese di 120 abitanti situato nel dipartimento della Charente, nella regione della Nuova Aquitania.

## Società

### Evoluzione demografica
Abitanti censiti